# Saphobius lepidus
Saphobius lepidus là một loài bọ cánh cứng trong họ Bọ hung (Scarabaeidae).